# Teologia politica
La teologia politica è una disciplina della filosofia politica e della teologia che studia gli aspetti comuni alle due discipline e, più in generale, il legame tra religione e politica. Nel corso del ventesimo secolo un contributo fondamentale a tale campo di studi è venuto da Carl Schmitt e Ernst-Wolfgang Böckenförde.
Negli anni '70 del XX secolo si sviluppa una nuova linea di pensiero che interseca la riflessione teologica cristiana con gli studi sui cambiamenti sociali, in particolare con le dottrine marxiste. Per distinguersi dalla linea precedente fu chiamata "Nuova teologia politica" anche se questa scelta linguistica provocò numerose critiche e dibattiti. Tra gli esponenti più significativi si possono individuare J.B.Metz; J.Moltmann, E.Schilebeeckx. 